# Wiener Neustädter Lokomotivfabrik
Wiener Neustädter Lokomotivfabrik (с нем. — «Винер-Нойштадтский локомотивостроительный завод») — располагавшееся в северо-восточной части Винер-Нойштадта (Нижняя Австрия) паровозостроительное предприятие. Крупнейший в Австро-Венгрии локомотиво- и машиностроительный завод. По фамилии одного из ключевых владельцев — Георга Зигля, — известно также как завод Зигль.
Во время Второй мировой войны территорию предприятия заняли компания Raxwerke, производившая прежде всего вооружение, и филиал концлагеря Маутхаузен (Сербенхалле).

## История
В 1841 году железная дорога связала города Вена и Винер-Нойштадт, спустя год Восточная железная дорога протянулась от Вены к Глогницу, а в 1854 году вступила в строй Земмерингская железная дорога.
Такое быстрое развитие железных дорог в стране достаточно скоро поставило вопрос и о поставках подвижного состава для них. Тогда 28 февраля 1842 года Карл фон Превенхуебер (нем. Carl von Prevenhueber), который являлся зятем и доверенным лицом Йозефа Зеслера — владельца металлургического завода в Криглахе, заключил партнёрское соглашение с Венцелем Гюнтером (нем. Wenzel Günther) — бывшим инженером Восточной железной дороги, а также Генрихом Бюлером (нем. Heinrich Bühler) и Фиделиусом Армбрустером (нем. Fidelius Armbruster) — бывшими мастерами с этой же дороги.
Предприятию был выделен участок на северо-востоке Винер-Нойштадта, на котором одну часть уже занимала заброшенная хлопчатобумажная фабрика, а часть — старый оружейный и металлургический завод. Первые 6 локомотивов завода скопировали с приобретённого Восточной дорогой в 1838 году в США паровоза. В 1845 году прежнее партнёрское соглашение было расторгнуто, что позволило Венцелю Гюнтеру стать полноправным владельцем. В 1848 году в ходе мартовской революции рабочий день был сокращён до 10 часов, однако произошедшая в дальнейшем контрреволюция отменила эту норму. В 1850—1851 годы предприятие попыталось получить государственную премию участвуя в конкурсе на лучший локомотив для Земмерингской железной дороги, представив свой паровоз «Wr.-Neustadt», который по итогу занял второе место.
5 августа 1853 года Гюнтер смог получить лицензию, что позволило ему переименовать своё предприятие, на котором на тот момент работали 280 человек, в Государственно-частный Винер-Нойштадтский локомотиво- и машиностроительный завод (нем. k.k. priv. Locomotiv & Maschinen-Fabrik Wiener Neustadt). В 1858 году руководство заводом перешло Австрийскому кредитному учреждению для торговли и коммерции, которое внесло значительные технические инновации. В 1860 году предприятие арендовал Георг Зигль — владелец небольшой локомотивостроительной компании из Вены; в 1861 году Зигль уже окончательно выкупил предприятие в Винер-Нойштадте. При нём завод значительно увеличил свои мощности и в 1870 году выпустил свой 1000-й паровоз, а штат достигал 3000 человек; в том же 1870 году были приобретены участки на севере за Поттендорфским шоссе (нем. Pottendorfer Straße) и началось строительство новых производственных корпусов. Благодаря действиям Зигля его компания из Винер-Нойштадта стала крупнейшим машиностроительным предприятием в стране, при этом она строила не только паровозы, но также печатные машины и паровые котлы; продукция завода экспортировалась во многие страны мира. Помимо этого, в 1865 году на данном заводе был основан первый в Австрии профсоюз рабочих.
Биржевой крах 1873 года привёл к падению числа заказов от железных дорог, поэтому компанию выкупила Schoeller & Co и вскоре она была преобразована в акционерное общество Бывшая локомотивная фабрика Г. Зигля нем. Aktien Gesellschaft der Lokomotiv-Fabrik vormals G. Sigl. В 1907—1912 году на участках за Поттендорфским шоссе, выкупленных ранее Зиглем, были построены новые корпуса, а старые закрыты и впоследствии переделаны под казармы; в период Первой мировой войны в старых корпусах соседствовали казармы и лагерь для военнопленных. 10 июля 1916 года над Винер-Нойштадтом прошёл смерч, который разрушил часть старого города. После окончания военных событий Австрия лишилась части территории, что привело к спаду экономики и сокращению производства, а штат завода сократился до нескольких сотен человек.
Биржевой крах 1929 года привёл к ещё более значительному падению спроса на локомотивы, притом что в самой Австрии и так было 4 локомотивостроительных завода. В 1930 году бывшая компания Зигля была закрыта, однако вскоре открыта вновь, но уже как филиал венской Lokomotivfabrik Floridsdorf и производила в основном тендеры.
После аншлюса производственные мощности фабрики были отданы немецкой Henschel & Sohn, под управлением которой производственные мощности по выпуску тендеров были увеличены — Винер-Нойштадтский локомотивостроительный завод стал крупнейшим производителем тендеров в Нацистской Германии.
5 мая 1942 года на территории локомотивостроительного завода была открыта компания Rax-Werk Ges.m.b.H., которая занималась выпуском преимущественно вооружения, включая части для ракет Фау-2, при этом в качестве рабочих использовали узников, доставляемых из концлагеря Маутхаузен. К 1945 году производственные корпуса были уничтожены в результате бомбардировок.